# Walther Heitmüller

Walther Heitmüller

Walther Willy August Heitmüller (* 22. Oktober 1900 in Zeulenroda; † 21. April 1945 in Loitze) war ein deutscher Politiker (NSDAP) und SA-Führer.

## Leben und Wirken

### Frühes Leben und Weimarer Republik
Von 1907 bis 1918 besuchte Heitmüller die Volks- und Oberrealschule in Plauen. 1918 nahm er kurzzeitig am Ersten Weltkrieg teil. 1919 scheiterte Heitmüller offenbar an der Aufnahme beim Bauhaus in Weimar. Zwischen 1919 und 1921 studierte er in Plauen, Leipzig und Hamburg Innenausbau und Architektur. 1922 setzte er das Studium in München fort. Ab 1925 war er als Techniker und Architekt in München, Plauen und Hannover tätig.
Heitmüller trat 1919 dem Deutschvölkischen Schutz- und Trutzbund, dem Deutschnationalen Jugendbund (DNJ) sowie einem Deutschvölkischen Turnverein bei. 1920 gehörte er der Brigade Ehrhardt sowie der Organisation Consul an. Während des dritten Aufstandes in Oberschlesien  war Heitmüller 1921 im Selbstschutz Oberschlesien aktiv.
1922 trat Heitmüller in die NSDAP ein. 1923 beteiligte sich im folgenden Jahr am Hitlerputsch. Während des Verbots von NSDAP und SA als Folge des Putsches war Heitmüller 1924 im Frontbann, einer Ersatzorganisation für die verbotene SA, tätig. Nach der Wiederzulassung der NSDAP schloss er sich der Partei zum 19. Juni 1925 erneut an (Mitgliedsnummer 7.945). Außerdem wurde er Mitglied der SA-

### NS-Zeit
Nach der Machtübertragung an die Nationalsozialisten wurde Heitmüller 1933 hauptamtlicher SA-Führer.
Wenige Wochen nach der Säuberung der SA-Führung um Ernst Röhm im Sommer 1934 (Röhm-Putsch) und der Übernahme der Führung der SA durch Viktor Lutze wurde Heitmüller von Lutze in die Oberste SA-Führung (OSAF) berufen. Zum 1. September 1934 übernahm er die Stellung eines Referenten in der OSAF. Vier Monate später, zum 1. Januar 1935 wurde Heitmüller zum 2. Adjutanten von Lutze ernannt. Am 20. März 1937 übernahm er dann den Posten des Chefs der Adjutantur der OSAF.
Als enger Mitarbeiter des Stabschefs der SA wurde Heitmüller in den folgenden Jahren beständig befördert, zuletzt im Januar 1941 in den Rang eines SA-Gruppenführers.
Zum 1. April 1941 wurde Heitmüller zum Chef des Amtes "Bauamt" in der Obersten SA-Führung ernannt. In dieser Stellung war er für Bauten und Liegenschaften der OSAF zuständig.
Vom 9. September 1939 bis zum 9. September 1940 nahm Heitmüller am Zweiten Weltkrieg teil. 
Im November 1941 wurde Heitmüller Mitglied des nationalsozialistischen Reichstages: Am 19. November 1941 trat Heitmüller im Nachrückverfahren für den am 18. September 1941 verstorbenen Abgeordneten Horst Raecke als neuer Abgeordneter in den Reichstag ein. In diesem vertrat er bis zum Ende der NS-Herrschaft den Wahlkreis 15 (Osthannover). 
Heitmüller starb am 21. April 1945 bei Kampfhandlungen.

## Beförderungen
- 15. Januar 1933: SA-Sturmführer
- 15. Oktober 1933: SA-Sturmbannführer
- 1. April 1934: SA-Obersturmbannführer
- 9. November 1934: SA-Standartenführer
- 20. April 1936: SA-Oberführer
- 1. Mai 1937: SA-Brigadeführer
- 30. Januar 1941: SA-Gruppenführer